# Jenga

Der den Bauklotz zu unvorsichtig Ziehende verliert das Spiel

Jenga ist ein Geschicklichkeitsspiel. Es besteht aus 60 (in einigen Ausgaben auch nur 54) gleichen hölzernen Bauteilen in Quaderform der Größe 7,5 × 2,5 × 1,5 cm, die zu Beginn des Spiels zu einem Turm gestapelt werden, in dem immer drei Bausteine nebeneinander zu liegen kommen.
Der Name „Jenga“ hat seinen Ursprung in der Sprache Swahili. Es ist Wortstamm und Imperativ des Wortes für „bauen“, heißt also „bau!“

## Regeln
Nachdem der Turm aufgestellt ist, lösen die Mitspieler abwechselnd einhändig einen Stein aus dem Turm und setzen ihn oben auf die Spitze. Von der obersten Ebene darf kein Stein entfernt werden. Von der direkt darunter liegenden Ebene darf ein Stein nur entfernt werden, wenn die darüberliegende oberste Ebene bereits vollständig ist (sprich aus 3 Steinen besteht). Bis auf das Setzen eines Steins auf die Spitze darf die Position eines gesetzten Steines nicht verändert werden. Das Spiel endet, wenn der Turm einstürzt. Sieger des Spiels ist, wer den letzten Stein auf den Turm setzen konnte, ohne dass dieser gleich danach zusammenfällt.

## Material
Das Spiel, das 1983 in Großbritannien und 1989 in Deutschland bei MB und später bei Hasbro erschien, wurde von der Spieleautorin Leslie Scott erdacht und zählte schon bald nach der Veröffentlichung zu den Klassikern bei den Geschicklichkeitsspielen. Die Steine bestehen ursprünglich aus Holz, doch gibt es auch Varianten mit Plastiksteinen. Da diese jedoch im Gegensatz zu den Holzstücken fast passgenau gearbeitet sind, sind die Regeln beim Aufbau des Turmes etwas verändert.

## Varianten

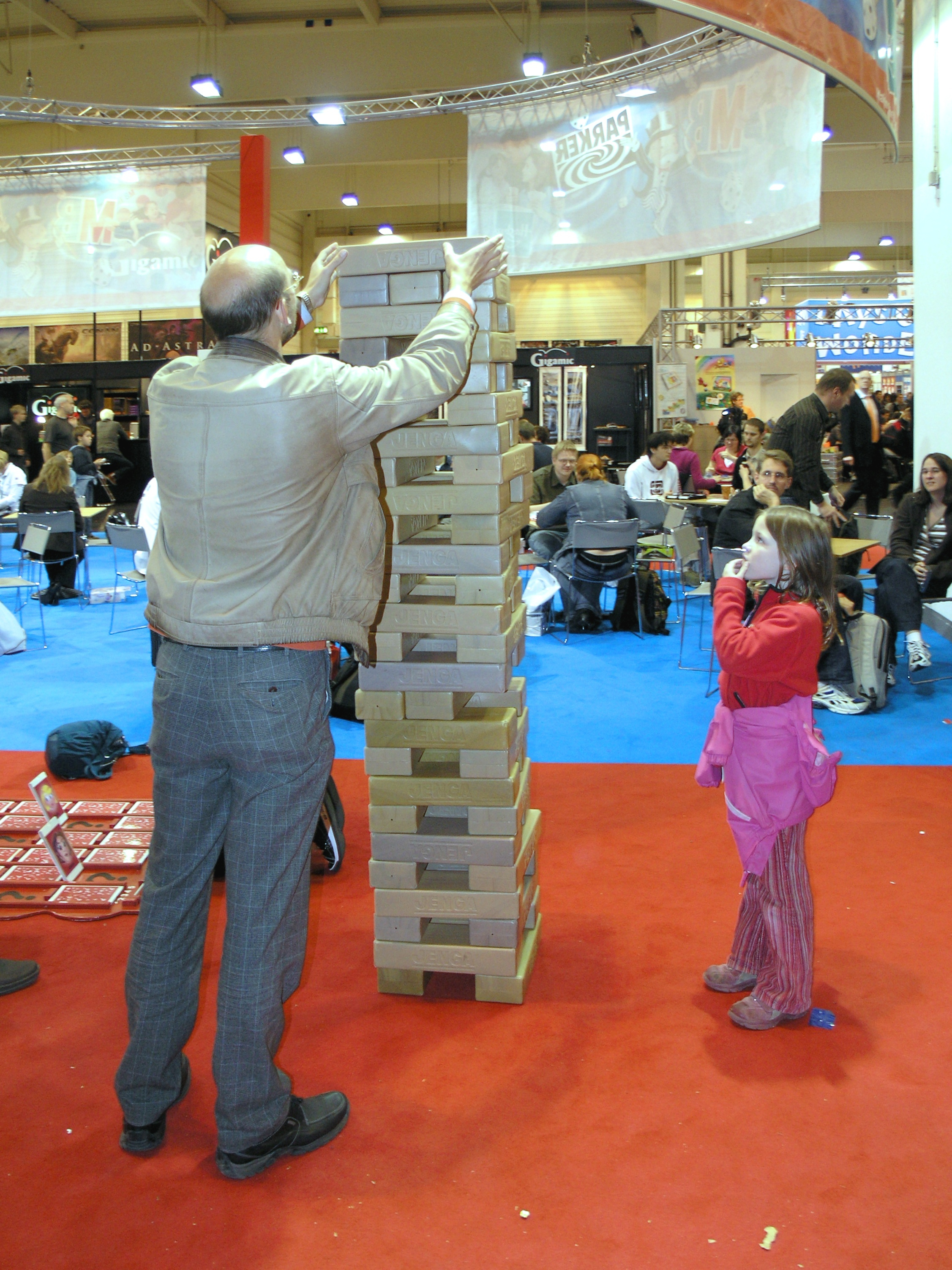
Riesenjenga

Inzwischen haben sich um das Urspiel verschiedene Varianten etabliert, die – beispielsweise bei Jenga Sag’s oder tu’s! – Abwandlungen des Partyspiels Wahrheit oder Pflicht sind. Jenga Casino hat schwarze und rote Steine mit aufgedruckten Zahlen und stellt eine Glücksspielvariation im Roulettesinne dar. Die Varianten im Einzelnen sind:
- Jenga – Kinder
- Jenga – Ultimate
- Jenga – Casino
- Jenga – Nostalgie
- Jenga – Sag’s oder tu’s!
- Jenga – Extreme (die Klötze haben verschiedene Formen und Winkel)
- Jenga – Bebt (Podest wackelt)